# Touge King: The Spirits
Touge King: The Spirits (峠KING・ザ・スピリッツ?), High Velocity: Mountain Racing Challenge en Norteamérica, es un videojuego de carreras desarrollado por Cave y publicado por Atlus para Sega Saturn. Se centra en carreras uno a uno organizadas en circuitos hechos de carreteras de montaña japonesas, con autos de alto rendimiento japoneses. Es el primero de la larga serie Touge de Atlus.
Fue lanzado el 10 de noviembre de 1995 en Japón y en América del Norte en 1996.

## Jugabilidad
El juego ofrece tres modos de juego principales: King Battle, Vs. Battle y Time Trial, así como seis vehículos y tres circuitos.
En King Battle, los jugadores participan en una serie de eliminatorias uno a uno en torno a cada configuración de cada uno de los tres circuitos del juego.
El modo Versus permite que dos jugadores compitan entre sí en una configuración de pantalla dividida. Además de ser uno de los primeros juegos de carreras de pantalla dividida de Saturn, ofrece a los jugadores la opción de dividir la pantalla horizontal o verticalmente.
El modo de juego final, contrarreloj, permite a los jugadores competir contrarreloj en una pista vacía.
En total, el juego ofrece tres recorridos básicos, que se pueden conducir en configuraciones estándar o inversas. Los recorridos están diseñados esencialmente para imitar las carreteras de montaña japonesas, pero están configurados como circuitos cerrados.
Seis coches aparecen en el juego. Aunque ninguno de los autos tiene licencia, están diseñados para parecerse a los populares autos japoneses de alto rendimiento de la época. Los jugadores pueden aplicar varias mejoras a los autos para aumentar el rendimiento, y cada vehículo está disponible en diferentes colores.

## Gráficos
Únicamente para los juegos de la época, presenta una distancia de dibujo que casi siempre se extiende hasta el horizonte visible. También tiene un modo de pantalla ancha opcional.

## Recepción
Un crítico de Next Generation encontró muchos méritos en el juego: "Con una velocidad máxima comparable a cualquiera de los grandes nombres del mundo de las carreras, este juego obtiene altas calificaciones por ser un viaje rápido y emocionante. También hay una lista impresionante de opciones y logros técnicos que acompañan a la acción de carrera, que incluyen absolutamente ninguna desaceleración, un modo exitoso para dos jugadores (que ofrece la opción de división vertical u horizontal). pantalla), una lista completa de modificaciones del motor y una increíble función de repetición con siete opciones de ángulos de cámara". Sin embargo, sintió que el hecho de que los jugadores solo pueden competir contra otro automóvil a la vez es una falla importante que impide que el juego sea una experiencia completamente buena, y lo calificó con tres de cinco estrellas. La breve reseña de GamePro también consideró que el número limitado de competidores era un defecto importante, además criticó los efectos de sonido y fue más desdeñoso con el juego en general.
El juego tuvo fuertes ventas en Japón.

## Secuela
El 18 de abril de 1997, Atlus lanzó una secuela, Touge King: The Spirits 2, nuevamente desarrollada por Cave. Nunca fue lanzado fuera de Japón.